# Dorados de Tijuana
Club Dorados de Tijuana o Dorados de Tijuana, fue un club profesional de fútbol mexicano que participó en la Primera División A en el Clausura 2006; era filial de los Dorados de Sinaloa.

## Historia
El equipo fue comprado por los Dorados de Sinaloa a finales del 2005; la oncena anterior era conocida simplemente como el Club Tijuana. El equipo tuvo una mala temporada y arrastraba el problema de porcentaje de la antigua franquicia, por lo que descendió a Segunda División de México, para luego ser trasladada a la ciudad de Mazatlán y ser llamada Dorados de Mazatlán.

## Uniforme
- Uniforme titular: Camiseta blanca con mangas rojas, pantalón blanco, medias rojas.
- Uniforme alternativo: ¿?.

## Equipos anteriores
Los siguientes clubes estuvieron alguna vez en Tijuana y han desaparecido debido a que su franquicia fue comprada o descendieron a Segunda División de México:
- Club Tijuana: Cambió de dueño y nombre a Dorados de Tijuana. Desde el 2007
- Tijuana Stars. De 2004 a 2006.
- Trotamundos Tijuana: Se convirtió en Trotamundos Salamanca. De 2003 a 2004
- Nacional Tijuana: De 1999 a 2003.
- Chivas Tijuana: Filial de Chivas. De 1997 a 1999.
- Inter Tijuana. De 1988 a 1997.

## Torneos internacionales
Dorados de Tijuana ha jugado encuentros ante la selección de fútbol sub-20 de México en Ensenada, así como partidos contra los Gauchos de San Diego.

## Sus Números en Primera "A"
19 juegos Jugados, de los cuales ganaron:4 ; empataron: 4 ; y perdieron: 11.
Con 13 goles a favor, y 30 goles en contra en su primera y única temporada (Clausura 2006).